# Bambi: Povestea pădurii
Bambi: Povestea pădurii (germană Bambi: Eine Lebensgeschichte aus dem Walde, 1923) este o carte scrisă de Felix Salten, după care s-a realizat filmul de animație din 1942 al lui Disney, intitulat Bambi. Disney a produs un semi-sequel, Bambi and the Great Prince of the Forest (engleză Bambi II), ce a avut premiera pe 7 februarie 2006 în Statele Unite. Povestirea urmărește viața lui Bambi, un cerb din pădure.